# دانشگاه پرسرن

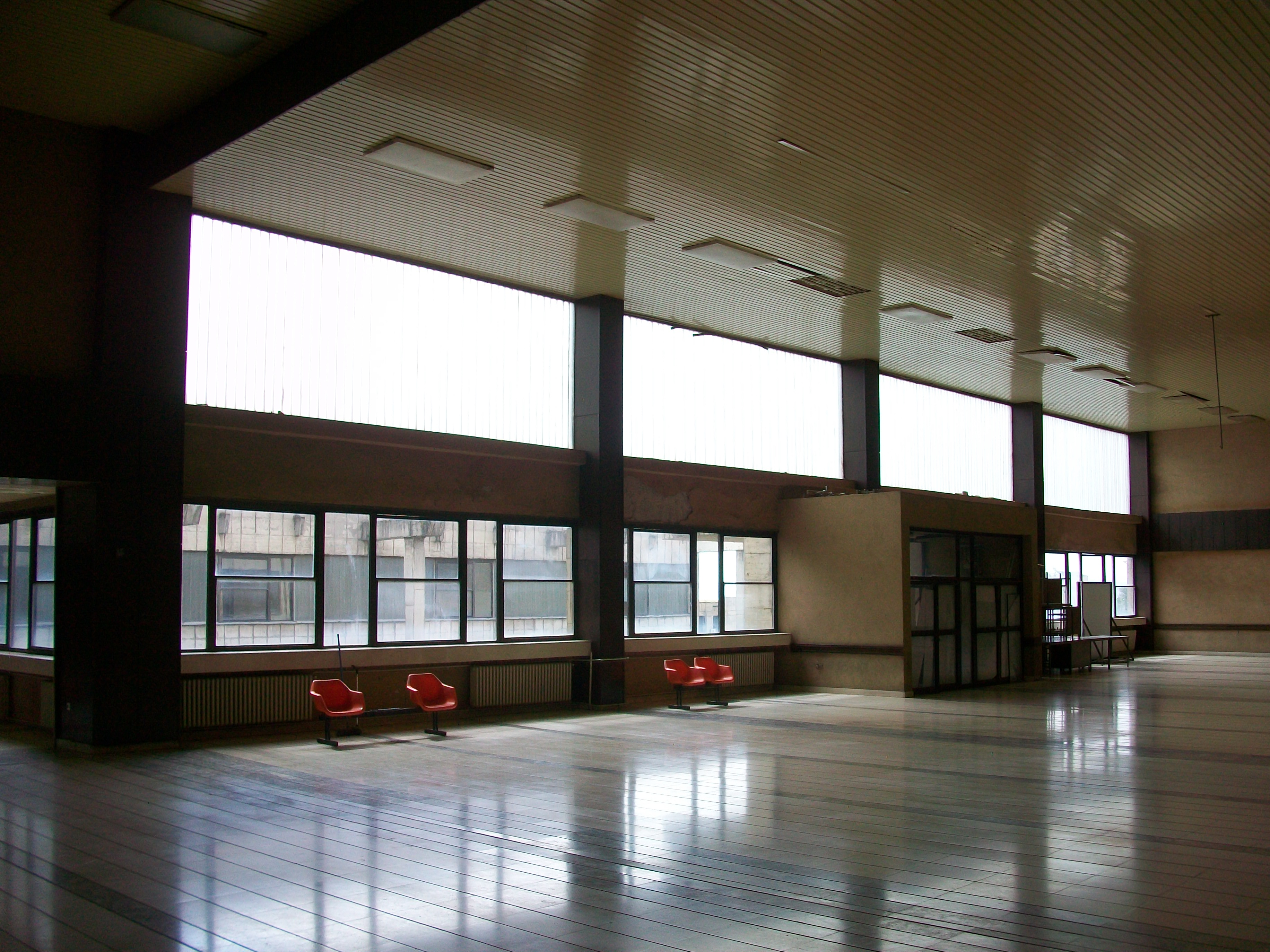
نمایی از درون ساختمان دانشگاه پرسرن - ۲۰۰۹

دانشگاه پرسرن (به لاتین: University of Prizren) یک دانشگاه در کوزوو است که در پریزرن واقع شده‌است.